# Geburtsziegel
Geburtsziegel (ägyptisch Mesechen, auch Meschen, Mes-chen), auch Gebärziegel, bezeichnet einen altägyptischen Lehmziegel, auf dem eine Frau bei der Geburt eines Kindes ihre Beine ruhen ließ. In der praktischen Anwendung wurde daher der Geburtsziegel immer paarweise als frühe Form des Geburtsstuhls verwendet. Geburtsziegel sind vor allem aus ägyptischen Texten bekannt. 

## Hintergrund

Mesechenet als Ziegel

In der ägyptischen Mythologie taucht die Nennung des Geburtsziegels oft im Zusammenhang mit der Schicksalbestimmung auf. Im Papyrus Westcar wird der mythologische Hintergrund in der „Erzählung von den drei Gottessöhnen“ besonders deutlich. Isis, Nephthys, Mesechenet, Heket und Chnum assistieren bei der Geburt der Gottessöhne, die nach Durchtrennung der Nabelschnur auf jeweils vier Ziegel gesetzt werden. Anschließend verkündet Mesechenet das Schicksal des Lebens. In anderen Texten tritt in dieser Funktion auch Thot auf, der schon bei der Geburt den Lebensweg und das Todesdatum nennt. 
Der Geburtsziegel übernimmt nach dem Tod die Funktion der „Schicksalssprechung im Duat“, wenn durch das Urteil des Totengerichts über den weiteren Weg beschlossen wird. Im Zusammenhang der ägyptischen Astronomietexte muss der Sonnengott Re alltäglich bei Sonnenaufgang den Weg durch „das Tor der Geburt“ beziehungsweise „die Stätte der Geburt“ von Nut antreten.

## Bezug des Geburtsziegels im Alltag der Ägypter
Da die Geburt eines Kindes ein kritischer Moment im Leben einer Frau und eines Kindes war – die Todesraten von Mutter und Kind sind in allen vorindustriellen Gesellschaften sehr hoch – stand die Geburt eines Kindes unter dem Schutz von Gottheiten, vor allem der Mesechenet. Die Geburtsziegel stellten eine Form dieser Göttin dar. In Darstellungen erscheint sie nämlich oftmals als Ziegel mit einem Menschenkopf.

## Archäologische Funde
Ein Geburtsziegel wurde im Jahr 2002 in einem großen Haus in Wahsut (bei Abydos) gefunden. Er war ursprünglich auf allen Seiten bemalt, doch waren die Darstellungen auf der Oberseite schon vollkommen vergangen, wahrscheinlich weil es die Fläche war, auf die die Frau ihre Beine setzte. Die erhaltenen Szenen zeigen Mutter und Kind sowie Gottheiten. Es sind auch wilde Tiere dargestellt, die sicherlich auch Schutzfunktionen für Mutter und Kind hatten. Der Ziegel datiert um 1700 v. Chr. (13. Dynastie).